# Planetella calcuttaensis
Planetella calcuttaensis är en tvåvingeart som först beskrevs av Mani 1937.  Planetella calcuttaensis ingår i släktet Planetella och familjen gallmyggor. Inga underarter finns listade i Catalogue of Life.